# خمازی
خمازی یا حمازی یک پادشاهی باستانی یا احتمالاً دولت‌شهری بااهمیت بوده که بین سال‌های ۲۵۰۰ تا ۲۴۰۰ پیش از میلاد به اوج شکوفایی رسیده است. مکان دقیق آن مشخص نیست اما برخی معتقدند که این شهر باید جایی در غرب کوه‌های زاگرس بین ایلام و آشور و به احتمال زیاد نزدیک نوزی یا همدان امروزی قرار داشته باشد.
خمازی برای اولین بار با کشف یک گلدان توسط باستان‌شناسان در معرض توجه قرار گرفت. سطح این گلدان حاوی خطی بسیار کهن بود که از پیروزی اوتوگ (یا اوهوب) یکی از شاهان نخست کیش بر آن مکان حکایت داشت. این مسئله باعث شد تا لورنس وادال در سال ۱۹۲۹ مکان خمازی جایی در کارکمیش سوریه عنوان کند. امروزه عموماً جای آن را در حومهٔ دیاله تلقی می‌کنند.
یکی از نخستین اشارات به خمازی در داستان حماسی انمرکار و فرمانروای ارته می‌باشد جایی که انمرکار به انکی نیایش کرده و از گوناگونی زبان‌ها در سرزمین‌های مسکونی مختلف هنگام ساخت زیگورات‌ها در اریدو و اوروک می‌گوید. خمازی تنها سرزمینی است که در این نیایش با عنوان «با زبان‌های بسیار» توصیف می‌شود. در متن انمرکار و انسوهگیرانا از جادوگر خمازی به نام اورگیرینونا یاد می‌شود که بعد از نابودی خمازی به آراتا می‌رود. پس از آن او را به همراه فرمانروای آراتا برای انقیاد انمرکار می‌فرستند ولی آن‌ها شکست می‌خورند.
بنابر فهرست شاهان سومر، شاهِ خمازی به نام هادانیش پس از شکست کیش بر سومر استیلا داشت اما در عوض توسط انشاکوشانّا شاه اوروک شکست خورد.